# ذخیره‌های ارزی
ذخیره‌های ارزی، ذخیره‌های ارزهای خارجی (به انگلیسی:Foreign exchange reserves) یا ذخایر فارکس (به انگلیسی:forex reserves or FX reserves) ذخیره‌هایی به صورت پول نقدی و فیزیکی یا هر نوع دارایی ذخیره‌ای دیگری چون طلا در بانک‌های مرکزی کشورها هستند. این نوع از ذخیره‌ها بیشتر به دلار آمریکا، و کمتر به یورو، پوند استرلینگ و ین ژاپن که نوعی اندوخته ارزی هستند ذخیره می‌شوند. ذخیره‌های ارزی برای پشتیبانی بدهی‌های بانک‌های مرکزی، مانند پول محلی چاپ شده و ذخیره‌های بانکی نزد بانک مرکزی، از سوی دولت یا نهادهای ملی مورد استفاده قرار می‌گیرند. کاربرد دیگر آنان تأثیر بر نرخ مبادلاتی خارجی یا بین‌المللی ارز و ایجاد اعتماد در بازارهای مالی است. اوراق قرضه نیز می‌تواند نوعی از ذخیره ارزی باشد.